# Valentino Orsini
Valentino Orsini (Pisa, 19 gennaio 1926 – Cerveteri, 27 gennaio 2001) è stato un regista italiano.

## Biografia
Dopo i suoi primi interessi per l'arte (era stato scultore, scenografo teatrale, critico cinematografico, animatore di Cine Club) nella sua città, nel 1954 Valentino Orsini diresse con i fratelli Paolo e Vittorio Taviani (nati nella vicina cittadina di San Miniato) il documentario San Miniato: luglio 1944.
Nel 1960 è assistente di Joris Ivens nel film TV L'Italia non è un paese povero.
Dopo altri documentari, la maggior parte con i fratelli Paolo e Vittorio Taviani, realizzò i suoi primi film a soggetto nel 1962 e nel 1963, entrambi con i due fratelli. Dopo altri documentari, Orsini diresse il suo primo film a soggetto da solo, I dannati della terra, nel 1969.
A dispetto dei suoi pochi film a soggetto (ma realizzò molti documentari in tutto il mondo) Orsini è considerato per il suo ruolo nel rinnovare il cinema italiano negli anni sessanta e settanta, affrontando argomenti come le lotte contadine in Sicilia, il divorzio, i paesi sottosviluppati. Alternò spesso la sua attività cinematografica con l'arte, realizzando numerose mostre.
Fu più volte aggredito e minacciato da gruppi di giovani attivisti politici di destra, a causa del deciso impegno politico e sociale dei suoi film.
Ciò lo portò ad isolarsi e a ridurre il suo impegno civile negli ultimi anni della sua vita, anni che trascorse insegnando regia al Centro sperimentale di cinematografia.
Morì a 75 anni, il 27 gennaio 2001.

## Filmografia
- Un uomo da bruciare, co-regia di Paolo e Vittorio Taviani (1962)
- I fuorilegge del matrimonio, co-regia di Paolo e Vittorio Taviani (1963)
- I dannati della terra (1969)
- Corbari (1970)
- L'amante dell'Orsa Maggiore (1971)
- Uomini e no (1980)
- Figlio mio, infinitamente caro... (1985)
- Icam 300 giorni – cortometraggio (1986)